# Rio Homem

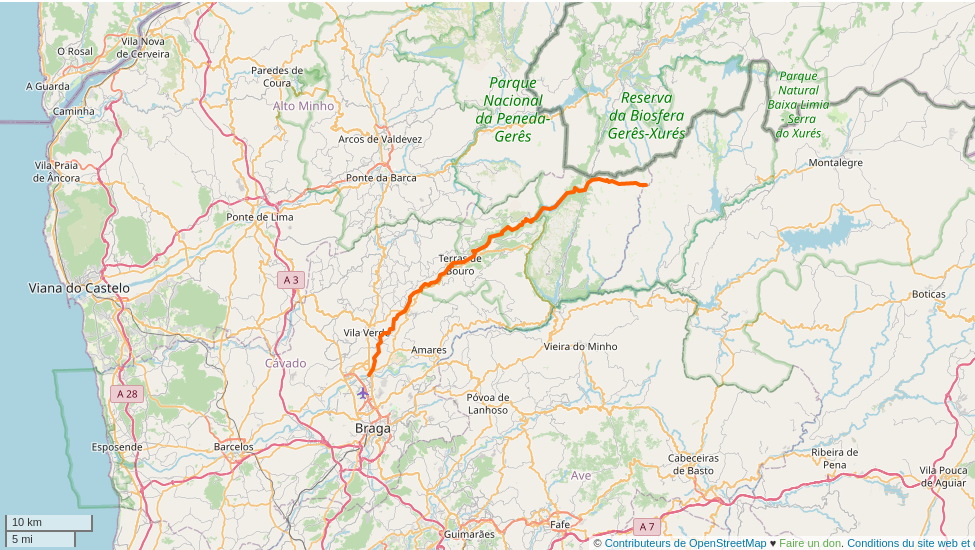
Mapa do Rio Homem.

O Homem é um rio português, afluente da margem direita do Cávado, com um comprimento de 45 km, nasce na serra do Gerês e drena uma área de 256 km²
Depois da nascente, no município de Terras de Bouro, atravessa os municípios de Amares e Vila Verde.
O escoamento anual na foz do rio Homem, em Soutelo (Vila Verde), é de 399 hm³, sendo o afluente que mais contribui para o escoamento total do rio Cávado.

## A Lenda do Rio Homem[2]
Em Vila Verde, existe uma lenda que perdura ainda hoje na consciência popular na freguesia de Passô.  
A dita lenda reza que, certo dia, pai e filha caminhavam pela estrada quando resolveram parar para descansar. A filha, Joana, desceu a um riacho para beber água. O espanto da jovem veio quando o riacho lhe falou, com voz de homem. Ela, assustada, ouviu, como o riacho lhe dizia que pelo amor que lhe tinha, se transformaria em rio para a seguir. O riacho com voz de homem pediu à jovem Joana que lhe beijasse as águas e dissesse baixinho “Amor”, para selar a promessa. A jovem assim fez, mas de seguida correu para o pai que a chamava.
À noite, enquanto o pai dormia, Joana esgueirou-se para ver se o riacho a seguira. Desceu e deparou-se com um rio! A moça pediu ao rio que se mostrasse na forma de homem, pedido ao que o rio acedeu. No momento em que o rio se fazia homem, o pai de Joana apareceu e, vendo a filha com um rapaz, ficou fora de si e levou-a para longe. O rio feito homem só pôde ver a sua amada a desaparecer.
No dia seguinte, conta o povo, ouviam-se lamentos com voz de homem vindos dos lados do rio. “A senhora passou por aqui? Passou? Passou?”, perguntava a voz. De tanto repetir estas palavras, o lugar ficou conhecido por Passô, e o rio chamou-se Rio Homem. Da protagonista o conto não diz mais, mas a sua memória continua viva em Vila Verde.

## Barragem
Nesse rio localiza-se o aproveitamento hidroeléctrico de Vilarinho das Furnas, obra concluída no ano de 1972, com capacidade útil da albufeira de 97,5 hm³. Tem altura de 94 m, 385 m de coroamento e é do tipo arco.